# Issoria hanningtoni
Issoria hanningtoni är en fjärilsart som beskrevs av Henry John Elwes 1889. Issoria hanningtoni ingår i släktet Issoria och familjen praktfjärilar. Inga underarter finns listade i Catalogue of Life.